# Мирувский замок
Мирувский замок (пол. Zamek w Mirowie) — руины замка, расположенные на Краковско-Ченстоховской возвышенности в селе Мирув в гмине Негова Мышкувского повята Силезского воеводства в Польше. Замок принадлежит системе Орлиных Гнезд.

## Название
На протяжении своей истории название замка упоминалась в документах под таками названиями, как: «Mirow» (1399), «castrum seu fortalicium Mijrow» (1439), «predium… castri Mirow» (1476), «Myrow» (1492), «Myrov» (1502), «Mirzow» (1523), «Myrowo» (1530), «Mierow» (1545).

## История
Замок в Мируве был построен околы середины XIV века во времена Казимира Великого.
Историки предполагают, что деревянно-земляные укрепления существовали на месте замка раньше. Изначально оборонительное сооружение состояло лишь из каменной сторожевой башни, которая подчинялась соседнему Боболицкому замку и вместе с ним входило в оборонительную систему Орлиных Гнезд. Он принадлежала шляхетскому роду Лис, который также был владельцем соседнего замка в Козегловах. Они первыми инициировали преобразование укреплений в рыцарский замок. В 1378 году Людовик Венгерский передал эти укрепления как лен Владиславу Опольскому, однако из-за враждебной Польше политики Владислав Ягайло отобрал его в 1396 году.
Первым бурграфом Мирува был Сассин в 1401—1405 годах. Он управлял замком от имени собственника — сандецкого каштеляна Крыстына из Козеглов. В 1416 году судебные документы упоминают еще одного бургграфа Мирува — Поляниса, который вел спор с настоятелем из Зрембиц.
Позже, в середине XV века, Мировский замок перешел во владение очередных рыцарских семей. В 1442 году мирувские поместья приобрел Петр из Бнина, который начал перестройку замка. В 1456 году Мирувский замок выставлял войско для участия в Тринадцатилетей войне между Тевтонским орденом и Короной Польского королевства.
Последующие владельцы замка — род Мышковских герба Ястршембец, которые приобрели замок в 1489 году. Они перенесли в Мирув свою родовую резиденцию. При них замок был поднят и к нему была достроена жилая башня. Однако ограниченные возможности перестройки замка обусловили переезд рода Мышковских в новую, более удобную усадьбу. Замок перешел в собственность Петра Корычиньского, а затем — рода Менчиньских.
Замок претерпел сильных повреждений во время Шведского потопа, когда была разрушена значительная часть стен. Несмотря на проводимые собственниками ремонтные работы, он постепенно приходил в упадок, вследствие чего его окончательно покинули в 1787 году. Укрепления стали источником каменных строительных материалов для местных жителей, что ускорило его разрушение. В XIX веке замок впервые был проинвентаризирован. В то время он уже не имел крыши, а стены во многих местах обвалились. В 1934 году обрушилась южная стена замка.
Во времена Польской Народной Республики замок был взят под охрану.

## Современное состояние
В 2006 году род Ласецких — нынешних владельцев замка — начал проведение укрепительных работ, направленных на сохранение памятника. На просьбу представителей рода сенатора Ярослава Ласецкого и его брата Дариуша Ласецкого, был начат ряд исследований, на основе которых был разработан оптимальный способ укрепления руин. Работы осуществляются под наблюдением специалистов.
В наше время посещение замка является невозможным, ввиду угрозы обрушения. После реконструкции планируется открыть замок для посещения туристами, а также планируется частично восстановить обвалившиеся стены и оборудовать в замке туристический центр и музей.

## Архитектура
Мирувский замок — пример средневекового оборонительного замка, приспособленного для жилых целей. Площадь замка изначально составляла около 270 м2. В результате перестройки, осуществленной следующими владельцами, площадь здания увеличилась до 1200 м2. Замок окружали стены и ров, во внутренний двор вела брама.

## Галерея

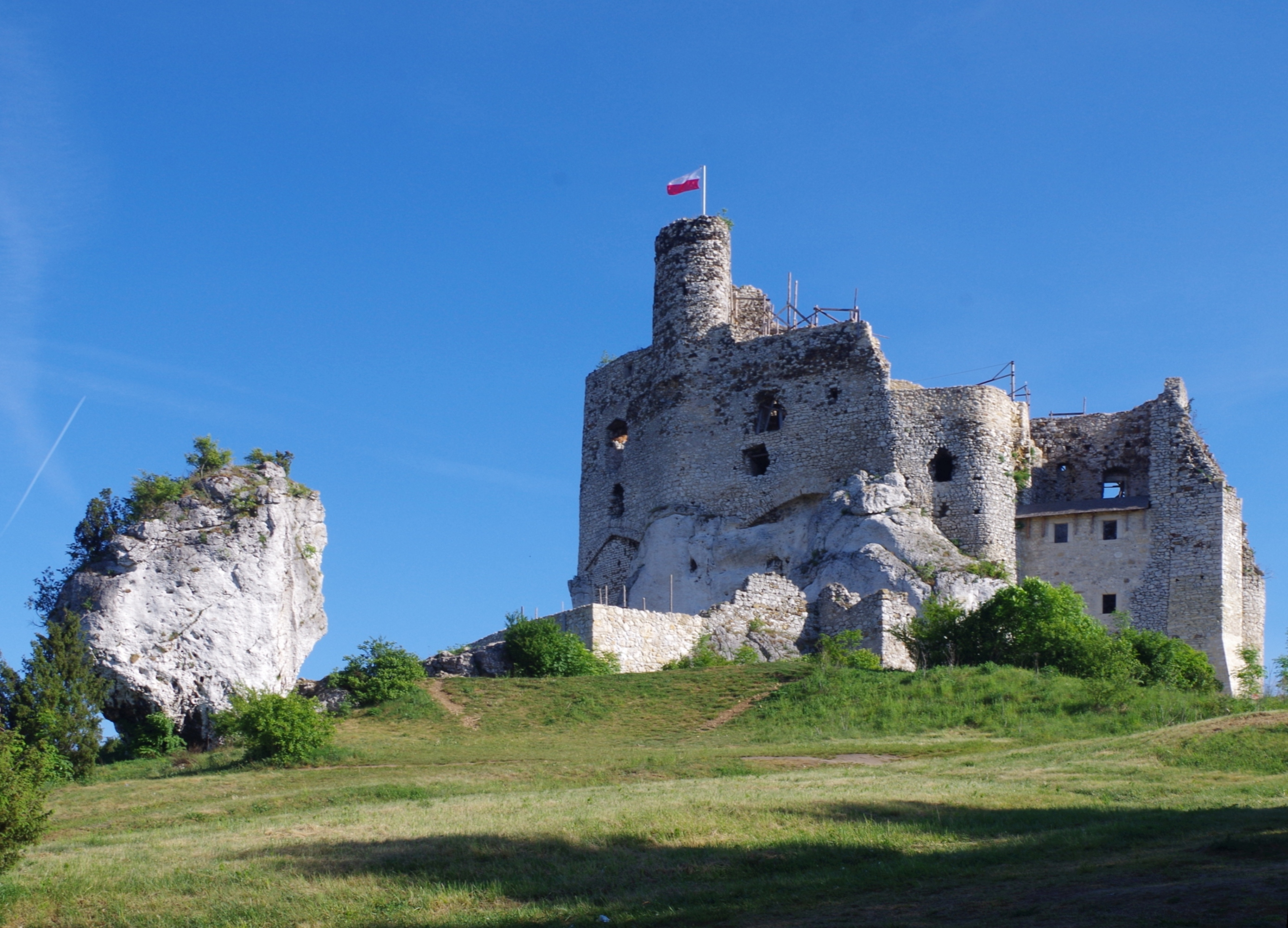
Замок с южной стороны
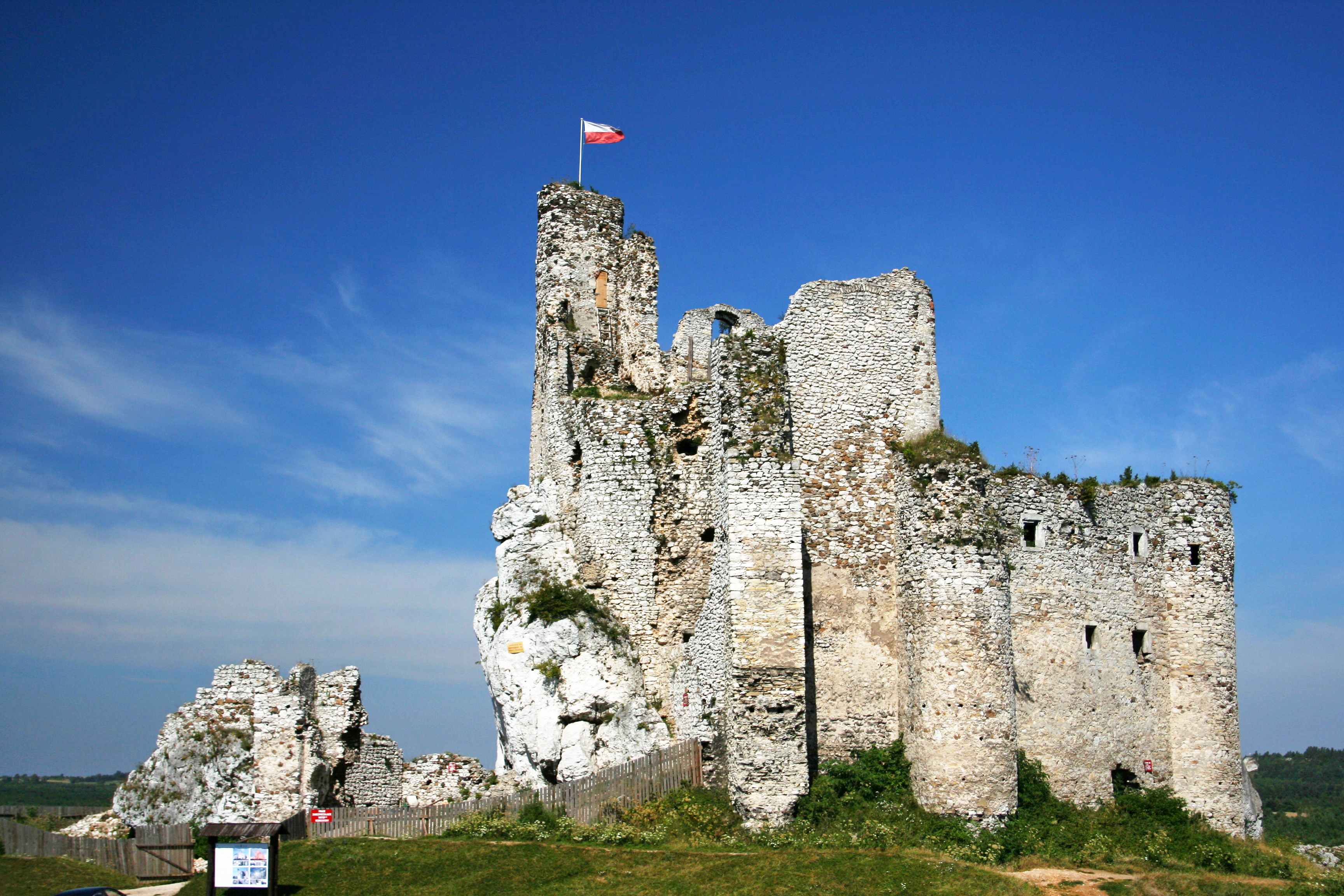
Вид замка с востока
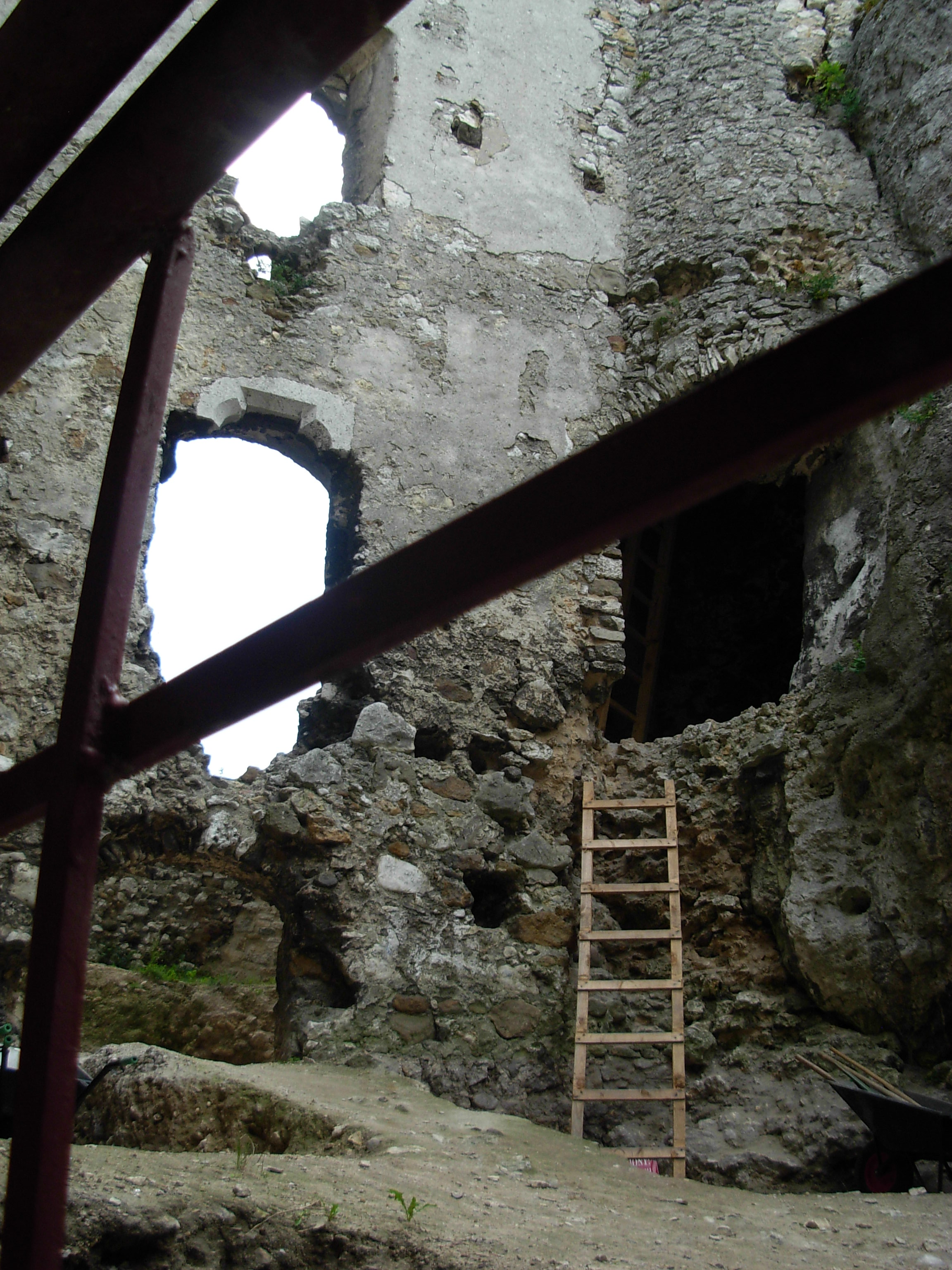
Фрагмент руин замка изнутри
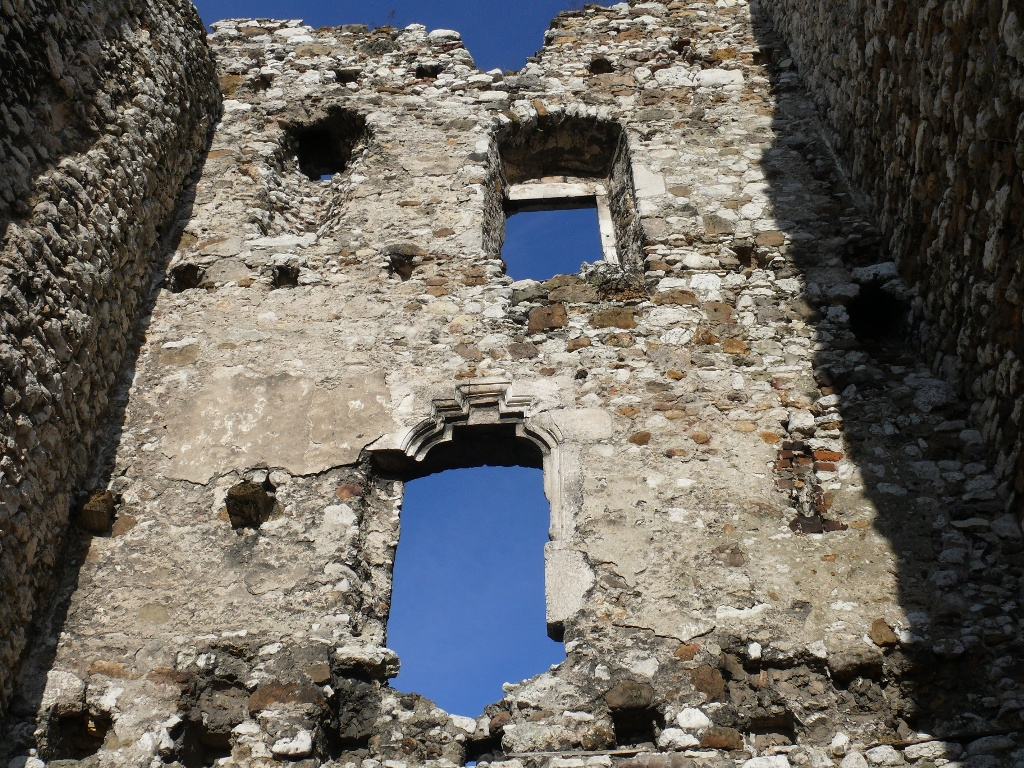
Стена жилой башни
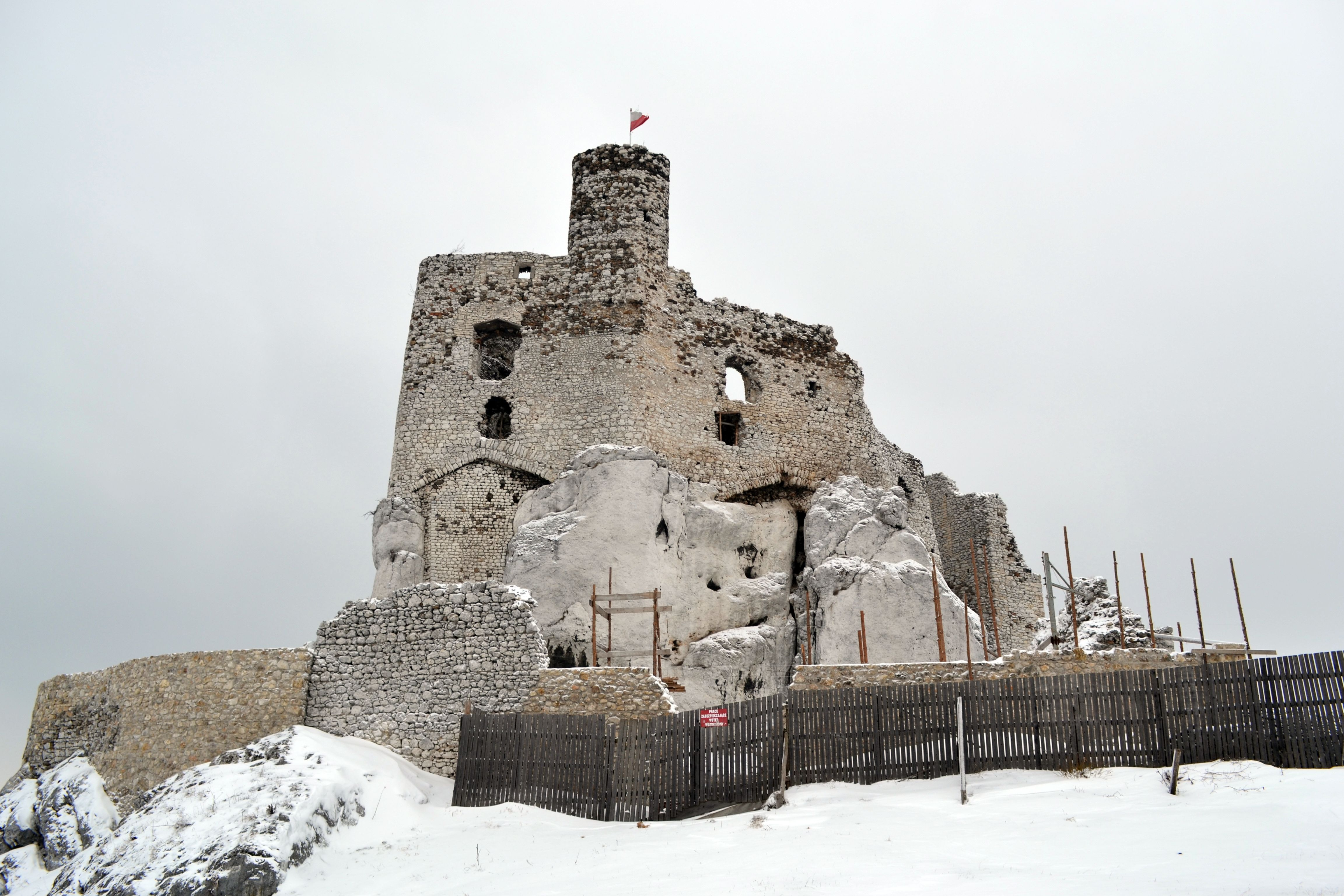
Замок зимой
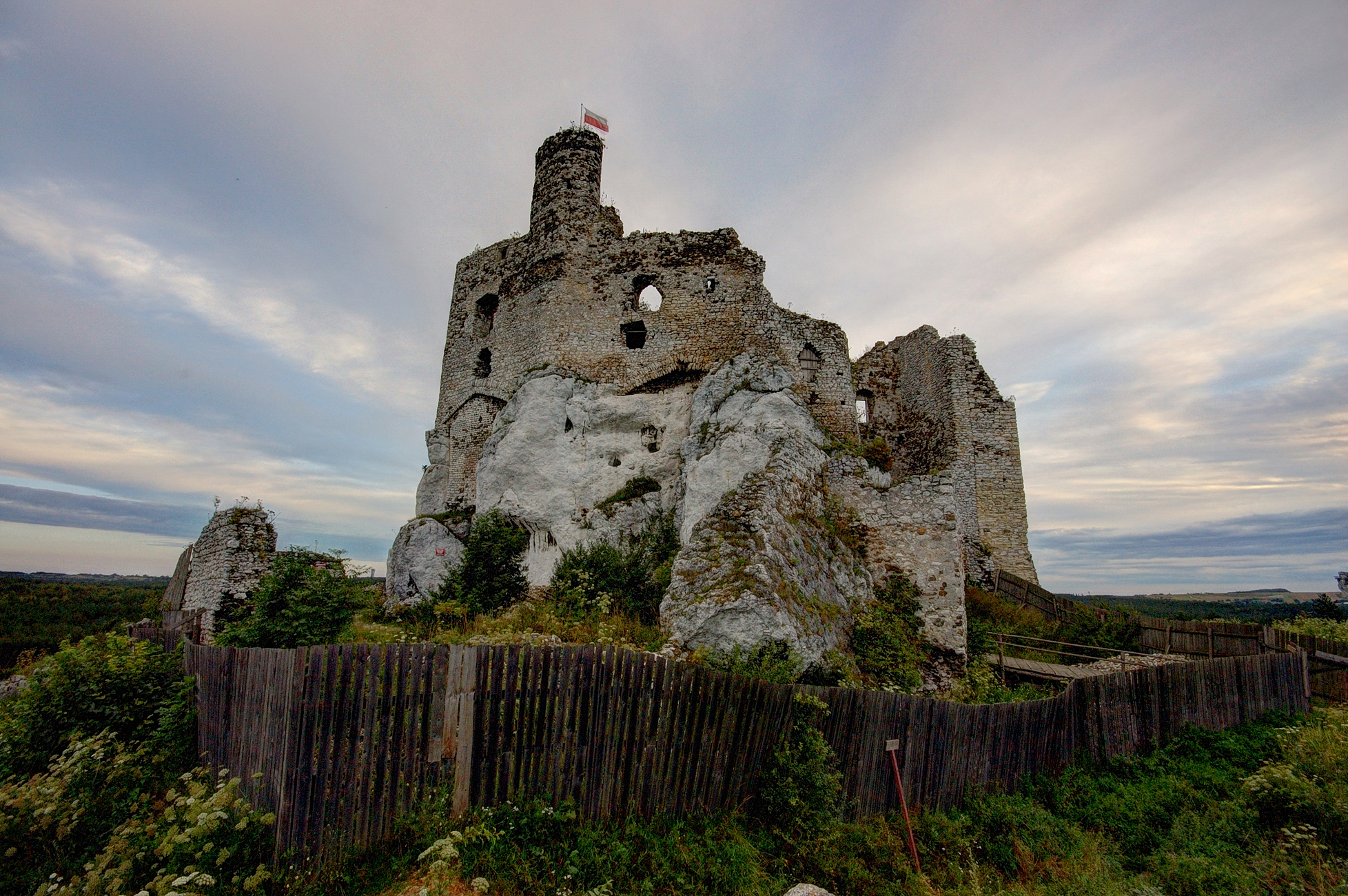
Вид замка утром